# Слубице (гмина, Плоцкий повет)
Слубице (пол. Słubice) — сельская гмина (уезд) в Польше, входит как административная единица в Плоцкий повет, Мазовецкое воеводство. Население — 4617 человек (на 2004 год).

## Демография
| Перепись                       | Всего   | Всего | Женщины | Женщины | Мужчины | Мужчины |
| ------------------------------ | ------- | ----- | ------- | ------- | ------- | ------- |
| Единицы                        | человек | %     | человек | %       | человек | %       |
| Население                      | 4617    | 100   | 2333    | 50,5    | 2284    | 49,5    |
| Плотность населения (чел./км²) | 48,9    | 48,9  | 24,7    | 24,7    | 24,2    | 24,2    |

## Сельские округа
1. Альфонсув
2. Буды
3. Грабовец
4. Гжибув
5. Ямно
6. Юлишев
7. Сады
8. Лазиска
9. Новосядло
10. Новы-Вёнчемин
11. Пётркувек
12. Поток-Бялы
13. Рыбаки
14. Слубице
15. Свиняры
16. Вёнчемин-Польски
17. Вымысле-Польске
18. Новы-Жыцк
19. Леонув
20. Жыцк-Польски

## Соседние гмины
1. Гмина Бодзанув
2. Гмина Гомбин
3. Гмина Илув
4. Гмина Мала-Весь
5. Гмина Санники
6. Гмина Слупно